# رناتا تبالدی

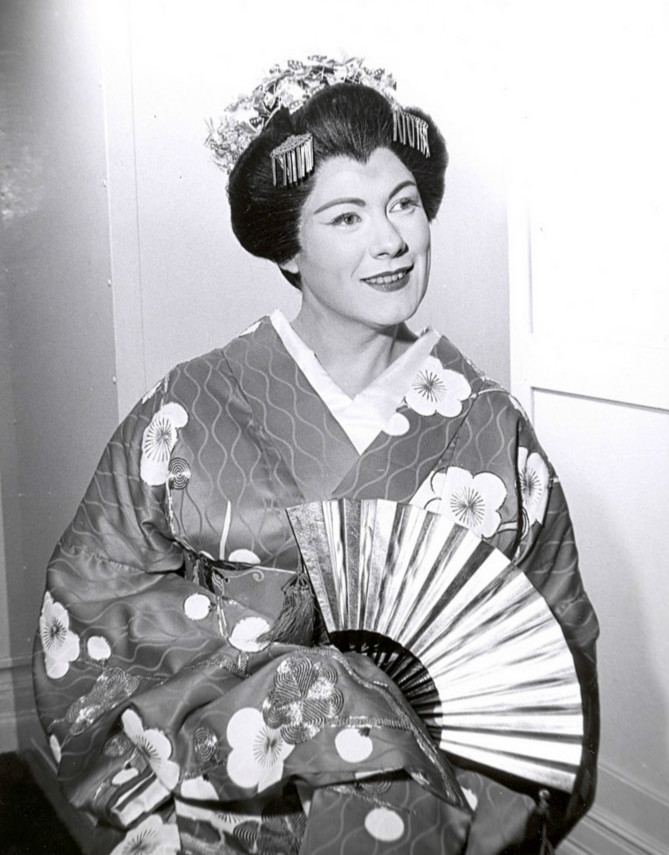
رناتا تبالدی، خوانندهٔ ایتالیایی اپرا - حوالی دههٔ ۱۹۶۰

رناتا تبالدی (به ایتالیایی: Renata Tebaldi) ‏(۱ فوریه ۱۹۲۲ — ۱۹ دسامبر ۲۰۰۴) خوانندهٔ ایتالیایی اپرا با صدای سوپرانو بود. او در طول بیش از سه دهه فعالیت هنری در بیشتر سالن‌های مشهور آمریکا و اروپا به اجرا پرداخت. تبالدی برای اجرا در نقش‌های اصلی اپراهایی مانند توسکا، مادام باترفلای و آئیدا شناخته می‌شود.

## زندگی‌نامه
تبالدی در ۱ فوریه ۱۹۲۲ در پزارو زاده شد. او نخست موسیقی را در خانه، سپس نزد جوزپینا پاسانی در پارما و در سال‌ها ۱۹۳۹–۴۲ نزد کارمن ملیس آموخت. تبالدی نخستین بار در سال ۱۹۴۴ بر روی صحنه به اجرا پرداخت. در سال ۱۹۴۶ در لا اسکالای میلان به اجرا در نقش دزدمونا در اپرای اتللو جوزپه وردی پرداخت که آغازی بر موفقیت‌هایش بود. تبالدی همین نقش را چهار سال بعد در کرونت گاردن انگلستان و در ۳۱ ژانویه ۱۹۵۵ در سالن اپرای متروپولیتن نیویورک اجرا کرد.
تبالدی در سال‌های ۱۹۵۵ تا ۱۹۷۳ یکی از ستایش‌شده‌ترین اعضای اپراخانه متروپولیتن بود. ۱۹۷۶ میلادی سال پایان خوانندگی او بود.